# 笛吹市立春日居小学校
笛吹市立春日居小学校（ふえふきしりつかすがいしょうがっこう）は、山梨県笛吹市春日居町にある公立小学校。笛吹市の北端部の桃やブドウ等の果樹栽培地帯にある。2023年度に創立150周年を迎えた。2023年度(令和5年度)の教員数39人、児童数381人。

## 学校教育目標
「心身ともに健康で、人間性豊かな子どもを育てる」

## 理念
校名の「かすがい」にちなんで4つが挙げられている
- 「かんがえる子」
- 「すすんで行動する子」
- 「がんばりやりぬく子」
- 「いたわりの心をもてる子」

## 校歌
1964年（昭和39年）10月30日に制定。
作詞は藪田義雄、作曲は平井康三郎

## 年表
- 1873年（明治6年） - 「春日居小学校」の前身となる「小松学校」「桑戸学校」設立。
- 1877年（明治10年） - 小松学校、桑戸学校を合併し「春日学校」と改称。
- 1887年（明治20年） - 「春日尋常小学校」と改称。
- 1889年（明治22年） - 校内に東山梨郡高等小学校の分教場を設置。
- 1892年（明治25年） - 校地内に「組合立春日居高等小学校」を設立。
- 1910年（明治43年） - 「春日尋常高等小学校」と改称。
- 1924年（大正13年） - 桑戸五反田地内に2階建18教室の校舎を建築。
- 1941年（昭和16年） - 国民学校令の公布により「春日居国民学校」と改称。
- 1947年（昭和22年） - 教育制度改革により「春日居小学校」と改称。
- 1964年（昭和39年） - 校歌制定。
- 1966年（昭和41年） - 校旗制定。
- 1969年（昭和44年） - 町制施行により「春日居町立春日居小学校」となる。
- 1970年（昭和45年）4月14日 - 新校舎落成式、祝賀会実施。この日を「学校記念日」とする。
- 1992年（平成4年） - 体育館新築工事完了。
- 2003年（平成15年） - 校舎の耐震補強、大規模改造工事完成。
- 2004年（平成16年）10月 - 町村合併により「笛吹市立春日居小学校」となる。
- 2005年（平成17年） - 「春日居小中学校給食共同調理場」完成。
- 2023年（令和5年）- 創立150周年。

## 学校の歴史
1873年（明治6年）、小松、寺本、加茂、熊野堂、別田、下岩下の6ケ村が合併して小松村法厳院に「小松学校」を設立した。また、桑戸村は桑戸村一行寺に「桑戸学校」を設立した。この2つの学校の設立が春日居小学校の前身となる。
1877年（明治10年）10月、両校を合併し「春日学校」と改称して、別田村保泉寺を仮校舎とした。
1878年（明治11年）、熊野堂地内に新校舎が完成。完成式典には山梨県令の藤村紫朗が出席した。
1887年（明治20年）4月1日、改正教育令により「春日尋常小学校」と改称。
1889年（明治22年）4月22日には 校内に東山梨郡高等小学校の分教場を設置。
1892年（明治25年） 4月、春日居・平等・上万力・岡部の4ケ村で「組合立春日居高等小学校」を設立。 
1898年（明治31年）3月に同校を解散し、4月に春日居村と岡部村で「春日居岡部組合立春日居高等小学校」を設立した 。
1910年（明治43年）3月同校を解散し、4月1日高等科を併置のうえ、「春日尋常高等小学校」と改称した。
1924年（大正13年）4月、桑戸五反田地内に2階建18教室の校舎が落成した。
1927年（昭和2年）4月3日、アメリカ合衆国世界児童親和会から人形（青い目の人形）の寄贈を受け、人形の歓迎会を実施。
1931年（昭和6年）4月、根津嘉一郎からピアノが寄贈された（根津ピアノ）。初めての演奏は、天長節の式典での国歌斉唱の際の演奏だった。
1941年（昭和16年）4月、国民学校令の公布により「春日居国民学校」と改称。
1947年（昭和22年）4月、教育制度改革により「春日居小学校」と改称し、高等科を廃し「春日居中学校」を設置した。
1948年（昭和23年）11月、中学校が新校舎へ移動。以後、校庭を挟んで北側に小学校が、南側に中学校が建つレイアウトが中学校が鎮目地内の新校舎に移転する1978年（昭和53年）まで続く。
1951年（昭和26年) 4月、ミルク、味噌汁給食を開始 。
1957年（昭和32年）5月、学校給食完全実施。
1959年（昭和34年）、下岩下地区出身者の西山傳平から寄付を受け、春日居小学校教育基金として「西山賞」を設定。
1961年（昭和36年）10月、小・中学校合同第1回秋季大運動会を実施。この合同運動会は、1967年（昭和42年）まで続いた。
1962年（昭和37年）8月、プール完成。
1964年（昭和39年）10月、校歌制定。
1966年（昭和41年）1月、校旗制定。
1969年（昭和44年）、町制施行に伴い「春日居町立春日居小学校」となる。
1970年（昭和45年）4月14日、新校舎落成式と祝賀会を実施し、この日を「学校記念日」とした。
1973年（昭和48年）4月14日、開校100年学校記念式を実施。
1974年（昭和49年）3月、春日居小学校開校100年記念冊子「100年のあゆみ」発行。1974年（昭和49年）3月の学級数は12、児童数は343名。
1982年（昭和57年）、柔剣道場完成。
1987年（昭和62年）、プール完成。
1990年（平成2年）、春日居・相川交流事業として春日居小学校の5、6年生90名が相川町を訪問した。
1992年（平成4年）、体育館移転新築工事完成。
2003年（平成15年）、校舎の耐震補強、大規模改造工事完成。
2004年（平成16年）10月、笛吹市の誕生により「笛吹市立春日居小学校」となる。 
2005年（平成17年）3月、小中学校給食共同調理場が完成。

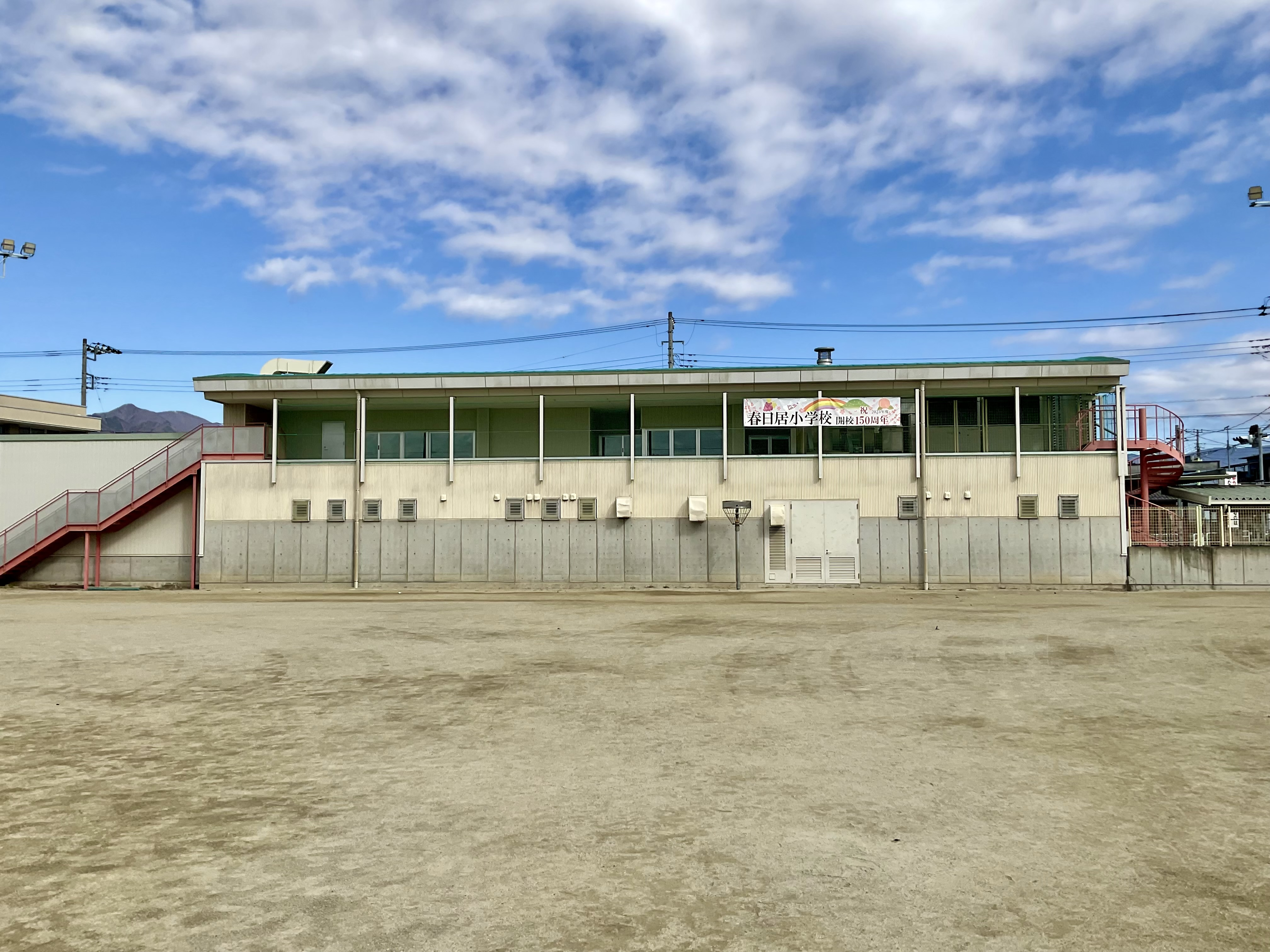
春日居小中学校給食共同調理場
2階部分に「春日居小学校創立150周年」の横断幕が見える

2011年（平成23年）、校舎屋上にソーラーパネルを設置。
2023年（令和5年）、創立150周年。記念事業として、航空写真撮影や「音楽のひろば」が行われた。「音楽のひろば」は年度を通して、すべての学年でコーラスやリコーダー演奏を行うもので、児童の保護者だけでなく、地域の住民にも広く参加が呼び掛けられた。

## 受賞
- 1989年（平成元年）11月 - 優良PTA文部省大臣表彰受賞[31]
- 2007年（平成19年）10月 - 山梨県から環境保全功績者表彰受賞[32]
- 2009年（平成21年）12月 - 日本赤十字社から「いのちと献血俳句コンテスト」団体賞受賞[31]
- 2013年（平成25年）6月 - 環境大臣から環境保全功労者表彰受賞[33]
- 2013年（平成25年）11月 - 優良PTA文部大臣表彰受賞、日本PTA全国協議会会長表彰受賞[34]

## 特色ある取組み
- 佐渡市相川町との交流
  - 江戸時代に春日居町鎮目地区出身者の鎮目市左衛門惟明（しずめいちざえもんこれあき）が佐渡国相川町で佐渡奉行を勤め、在任中に佐渡金山の全盛期を築いた[35]。これにちなんで、1989年（平成元年）10月に春日居町(笛吹市)と相川町(佐渡市）との間で、友好都市を締結した[36]。以降、1990年（平成2年）から2年に一度、児童が互いの地区を相互に訪問し交流している[37]。春日居町からは、春日居小学校の5、6年生が参加している[37]。
  - 春日居小学校児童の佐渡相川町への訪問は、初回の参加児童は90名[31][29]、交流開始から20年目にあたる2008年（平成20年）の参加児童は148名となった[38]。コロナ禍後に再開した2023年（令和5年）の参加児童は27名[39]。

## アクセス
中央本線春日居町駅より徒歩5分。

## 卒業生の著名人
- 岡宏明 - 俳優、モデル
- 小川正子 - ハンセン病医療に尽した医師[40]。1984年（昭和59年）に最初の春日居町名誉町民となる [41]。
- 窪田幸一郎 - ジャパンラグビートップリーグでプレーしたラグビー選手
- 田中千尋 - 元山梨放送アナウンサー